# Belladonna (Marvel Comics)
Belladonna il cui vero nome è Narda Ravanna, è un personaggio dei fumetti pubblicato dalla Marvel Comics, creato da Roger Stern (testi) e Mike Zeck (disegni), è un'avversaria de l'Uomo Ragno.

## Biografia
Alla sua prima apparizione, Belladonna invia i suoi tre scagnozzi a rubare un paio di bidoni di neo-atropina nei laboratori dell'Empire State University, in seguito, usa il gas contro lo stilista Roderick Kingsley, accusandolo di rubare le proprie idee ad altri colleghi, la sua vendetta è impedita dall'intervento dell'Uomo Ragno, tuttavia, la criminale riesce a fuggire, stordendo l'eroe con il suo gas. Successivamente, boicotta la sfilata di moda di Kingsley, sostituendo le sue creazioni con dei sacchi di iuta, sul più bello Spidey interviene nuovamente ma Belladonna fugge ancora, accecando temporaneamente l'Arrampicamuri.
Tempo dopo, la donna assolda il nuovo Prowler, la cui maschera cela il criminale noto come il Gatto Ladro, per tendere una trappola al suo ragnesco nemico; sacrificando senza scrupoli il suo alleato, Belladonna riesce a chiudere la sua nemesi in una mortale camera a gas. Fuggito dalla letale trappola, Spidey lascia Prowler, ferito durante la fuga, al pronto soccorso e si dirige all'atelier di Desiree Vaughn-Pope che sospetta essere la criminale mascherata, lì trova la sorella, Narda Ravanna, che gli racconta i loro trascorsi burrascosi con Kingsley e conferma i suoi dubbi; mentre l'Uomo Ragno corre dallo stilista, Narda, che è in realtà Belladonna, chiama Roderick, minacciandolo e spingendolo ad attaccare il Tessiragnatele al suo arrivo; attraverso i microfoni che ha nascosto la donna assiste alla morte dell'eroe, tuttavia, non fa in tempo a gioirne che viene attaccata dal Gatto Ladro, fuggito dall'ospedale e deciso a vendicarsi, il tempestivo intervento di un redivivo Arrampicamuri le salva la vita, condannandola però alla galera per i suoi crimini.

## Poteri e abilità
Belladonna fa uso di una grande varietà di gas e profumi, principalmente a base di neo-atropina, sostanza estratta dalla pianta a cui deve il suo nome. Il gas provoca numerosi effetti: sonnolenza; perdita di coscienza; midriasi e relativa ipersensibilità alla luce; inoltre, era in grado di dissolvere la tela dell'Uomo Ragno, prima che egli ne modificasse la formula; Narda lo veicola attraverso una pistola o dei tubi nascosti nelle maniche del suo cappotto.